# استان لوکاناس
استان لوکاناس (به اسپانیایی: Provincia de Lucanas) یک استان در پرو است که در منطقه آیاکوچو واقع شده‌است. استان لوکاناس ۱۴٬۴۹۴٫۶۴ کیلومتر مربع مساحت و ۵۱٬۳۲۸ نفر جمعیت دارد.